# Katedrala Svetega Duha, Minsk
Katedrala Svetega Duha ali Katedrala Svetega Duha (belorusko Кафедральны сабор Сашэсця Святога Духа), je cerkev v Minsku v Belorusiji. Posvečena v čast Svetemu Duhu je matična cerkev Beloruske pravoslavne cerkve. Zgrajena je bila med letoma 1633 in 1642 kot del Bernardinskega samostana v času Poljsko-litovske države na mestu nekdanjih moških pravoslavnih samostanov. Mesto je leta 1860 ponovno postalo pravoslavno. Cerkev je uvrščena na seznam beloruske kulturne dediščine in velja za eno glavnih znamenitosti v Minsku.

## Zgodovina

### Bernardinski samostan
Pred letom 1596 je bil na mestu cerkve Svetega Duha pravoslavni moški samostan, posvečen svetnikoma Kozmi in Damjanu. Samostan je imel v lasti tudi bližnja zemljišča na vzhodni meji starega Minska in je služil kot vojaška obramba mesta. Spomin nanj se je ohranil v imenu bližnje ulice Kozme in Damjana, ki je to ime nosila do leta 1931 (med drugo svetovno vojno so bile vse stavbe na ulici porušene in ulica je izginila).
Cerkev je bila poškodovana v požaru leta 1741, najbolj uničujoč požar pa je bil 30. maja 1835. Preko samostana je požar zavzel celotno mestno središče in uničil številne zgodovinske stavbe in hiše preprostih ljudi. Bernardinci cerkve niso mogli obnoviti v prvotni obliki. Leta 1852 je red sklenil samostan zapreti. Preostale menihe so premestili v Nesviž in samostan je zapustili do leta 1860.
Leta 1860 je bil samostan vrnjen pravoslavni cerkvi. Leta 1869 je mestna blagajna dala 13.000 rubljev za obnovo.

### 20. stoletje
Leta 1918 so cerkev zaprli in večina cerkvene opreme je izginila. Stavba je bila nato uporabljena kot telovadnica za lokalne gasilce.
Cerkev je bila odprta med nacistično okupacijo Belorusije leta 1942. V 1950-iha je bila stavba obnovljena. Leta 1961 je cerkev postala saborna cerkev Minske škofije, nato pa je bila povišana v osrednjo cerkev Beloruske pravoslavne cerkve. V južnem delu cerkve so leta 1968 postavili nov oltar.
- Slika iz leta 1941
- Leto 2010
- 1918 razglednica
- Ikona svete princese Sofije Slutske
- Sv. Nikolaj s prizori iz njegovega življenja, sredina 18. stoletja
- Freska svetega Nikolaja
- Freska svetega Nikolaja